# キリン (YouTuber)
キリンは、日本の男性YouTuber。キリンのマスクを被り、ホラー系・サブカルチャー系の題材をネタにして語る動画を投稿している。"考察系YouTuber"の肩書を名乗っている。

## 内容
主に都市伝説や陰謀論などを扱う。キリン本人によりサムネイルで閲覧注意と注意喚起されている動画も多いが、内容は真面目な解説とギャグが織り交ぜられており、重い題材による視聴者の精神的負担を軽減していると指摘されている。また、そのギャグにはキリン独特の荒唐無稽な下ネタが多く、視聴者の肩の力を抜く働きがあるとされる。キリン本人も内容が暗くなりすぎないようにユーモアを取り入れていると認めている一方、内容が広告審査に弾かれて収益の停止処分を受けたとも語っている。
また、未知の海洋生物と思しき写真や科学的証明がなされていない事物の紹介といった、ホラー要素の薄い動画も公開している。堀田愛美はこれについて視聴者のロマンや知的好奇心を満たしてくれるものであると述べている。

## 略歴
2017年5月1日、YouTube活動を開始する。活動当初は他のYouTuberの時事ネタを題材に動画を制作し、登録者数4000人を記録、月あたり広告収入は10万円に達したと語っている。やがてVTuberが流行を見せるとVTuberの時事ネタに乗り換え、登録者数5万人を突破した。
2018年頃から方向性を転換し、オカルト・都市伝説や過去に起きた事件といったホラーや陰鬱な物事を紹介するチャンネルとなった。それ以降再生数やチャンネル登録者数が増加し、そのスタイルが定着した。動画のクオリティと投稿頻度を両立させるために製作チームを結成し、それ以降はほぼ毎日の投稿を行っている。チャンネル登録者数は2020年2月時点で120万人、2021年8月時点で182万人を記録した。
2020年2月には株式会社Plottと共同でアニメチャンネル『秘密結社ヤルミナティー』をスタートした。同作はキリンを題材にした別のキリンというキャラクターを主人公に置き、キリンが登場人物のハックおよびタブーと共に世界征服を目指すオカルト系アニメ作品というスタンスを採用している。同チャンネルは2021年2月時点でチャンネル登録者数40万人を超えた。
2021年8月時点では、この他にゲーム制作やアパレルブランドの設立、YouTuberハイネックのプロデュースなどの事業も進行している。

## 書籍
- 【考察系YouTuber・キリン】あなたの知らないこの世の闇大全（2020年12月5日、扶桑社、ISBN 978-4594085568）
- 【考察系YouTuber・キリン】この世の闇大全 閲覧注意の考察編（2021年10月31日、扶桑社、ISBN 978-4594089559）